# Великанова Тетяна Михайлівна
Тетяна Михайлівна Великанова (3 лютого 1932, Москва, Росія — 19 вересня 2002, Москва, Росія) — радянський дисидент, учасниця правозахисного руху в СРСР, одна з членів-засновників першої в Радянському Союзі правозахисної організації «Ініціативна група із захисту прав людини в СРСР».

## Життєпис
Народилась в родині гідролога і гідродинаміка, члена-кореспондента АН СРСР (1939) Михайла Великанова. В 1954 закінчила механіко-математичний факультет МДУ, працювала вчителькою в сільській школі на Північному Уралі. З 1957 — в Москві, співробітник обчислювального центру, програміст.
Вийшла заміж за Костянтина Бабицького, лінгвіста, одного з семи учасників демонстрації протесту проти вторгнення військ Варшавського договору до Чехословаччини і був засланий на 3 роки до Комі АРСР. Була присутня на Красній площі під час демонстрації, але участі у ній не брала. Після арешту учасників демонстрації активно включилася у правозахисну діяльність.
У травні 1969 стала одним з членів-засновників першої в СРСР правозахисної організації «Ініціативна група із захисту прав людини в СРСР». Після арешту Н. Горбаневської у грудні 1969 р. 1970 взяла на себе основні організаторські функції в підготовці головного періодичного видання радянських правозахисників «Хроніка поточних подій» — машинописного інформаційного бюлетеня, що виходив з 1968. За дев'ять років під її керівництвом було випущено близько тридцяти випусків «Хроніки». У травні 1974 разом С. Ковальовим і Т. Ходорович відкрито взяла на себе відповідальність за поширення цього видання.
20 жовтня 1974 була одною з учасників прес-конференції з нагоди дня політв'язня на квартирі А. Сахарова.
Брала участь у створенні Московської гельсінської групи у 1976 р., була звільнена з роботи, у її квартирі неодноразово проводилися обшуки. Виступала на захист зокрема українських правозахисників М. Руденка, О. Тихого, Л. Лук'яненка, О. Сергієнка та ін.
1 листопада 1979 була заарештована за звинуваченням в «антирадянській пропаганді». Відмовилася брати участь в процесуальних діях. Під час слідства не дала жодних свідчень і не підписала жодного документа, від участі в суді відмовилася. 29 серпня 1980 Московський міський суд засудив її за ст. 70 ч.1 Кримінального кодексу РСФСР до 4 років таборів суворого режиму і 5 років заслання. Ув'язнення відбувала в жіночій зоні табору ЖХ-385/3-4 (в одному з таборів «Дублагу» (станція Барашево в Мордовії), заслання — в Західному Казахстані (Мангишлацька область). В ув'язненні перебувала разом з Іриною Ратушинською, перебування в ув'язненні описане в повісті «Сірий — колір надії» Ратушинської. Брала участь в акціях протесту разом з українськими політв'язнями О. Гейко-Матусевич, О. Попович, Р. Руденко.
Помилувана Указом Президії Верховної Ради СРСР від 18 червня 1887, однак до грудня 1987 відмовлялася прийняти помилування і залишалася на місці заслання.
Жила в Москві, працювала вчителькою математики в школі № 57. Описала методику викладання математики.
Похована на Ново-Хованському цвинтарі в Москві.